# 안드레이 세묘노프
안드레이 세르게예비치 세묘노프(러시아어: Андрей Серге́евич Семёнов, 1989년 3월 24일, 러시아 SFSR 모스크바 ~ )는 러시아의 축구 선수이다. 현재 러시아 프리미어 리그에 참가중인 테레크 그로즈니에서 뛰고 있다.

## 클럽 경력

### 암카르
세묘노프는 2012년 11월 26일에 열린 안지 마하치칼라와의 경기에서 프로 데뷔를 하였고 그 경기에서 데뷔골도 뽑아냈다(팀은 1-2로 패배).

### 테레크
2014년 2월 4일, 암카르는 세묘노프가 테레크 그로즈니로 이적을 알렸다.

## 국가대표팀 경력
그는 현지시각, 2014년 5월 31일에 열린 노르웨이와의 친선전에서 러시아 축구 국가대표팀 데뷔를 하였다.
2014년 6월 3일, 그는 러시아 대표팀의 2014년 FIFA 월드컵 최종 명단에 포함되었다.